# Salix kouytchensis
Salix kouytchensis — вид квіткових рослин із родини вербових (Salicaceae).

## Морфологічна характеристика
Це кущ, рідше невелике дерево, до 4 метрів заввишки. Молоді гілочки рожевувато-пурпурні, запушені, стають голими. Листкова ніжка коротка; листкова пластинка еліптично-ланцетної чи видовжено-ланцетної форми, 1.5–2 × ≈ 5 см, абаксіально (низ) зеленувата, сірувато-біла, адаксіально темно-зелена, край нечітко зазубрений, обидва кінці тупі або верхівка заокруглена або гостра. Чоловіча сережка 20–40 × 5–8 мм. Чоловіча квітка: тичинок 2, пиляки жовті чи червонувато-жовті. Жіноча сережка ≈ 2.5 × 1 см. Жіноча квітка: зав'язь яйцювато-циліндрична, волосиста.

## Середовище проживання
Гуйчжоу, Сичуань, Юньнань. Населяє береги річок.